# جيم دوولي
جيم دوولي (بالإنجليزية: Jim Dooley)‏ هو لاعب كرة قدم أمريكية أمريكي، ولد في 8 فبراير 1930 في ستوتسفيل في الولايات المتحدة، وتوفي في 8 يناير 2008 في ليك فورست في الولايات المتحدة بسبب تصلب جانبي ضموري.

## وصلات خارجية
- جيم دوولي على موقع مرجع كرة القدم المحترفة.كوم (الإنجليزية)
- جيم دوولي على موقع إن إن دي بي (الإنجليزية)